# Donato Carrisi
Donato Carrisi (Martina Franca, 25 marzo 1973) è uno scrittore, sceneggiatore, drammaturgo, giornalista e regista italiano, vincitore del Premio Bancarella nel 2009 con Il suggeritore e del premio David di Donatello nel 2018 con La ragazza nella nebbia.

## Biografia

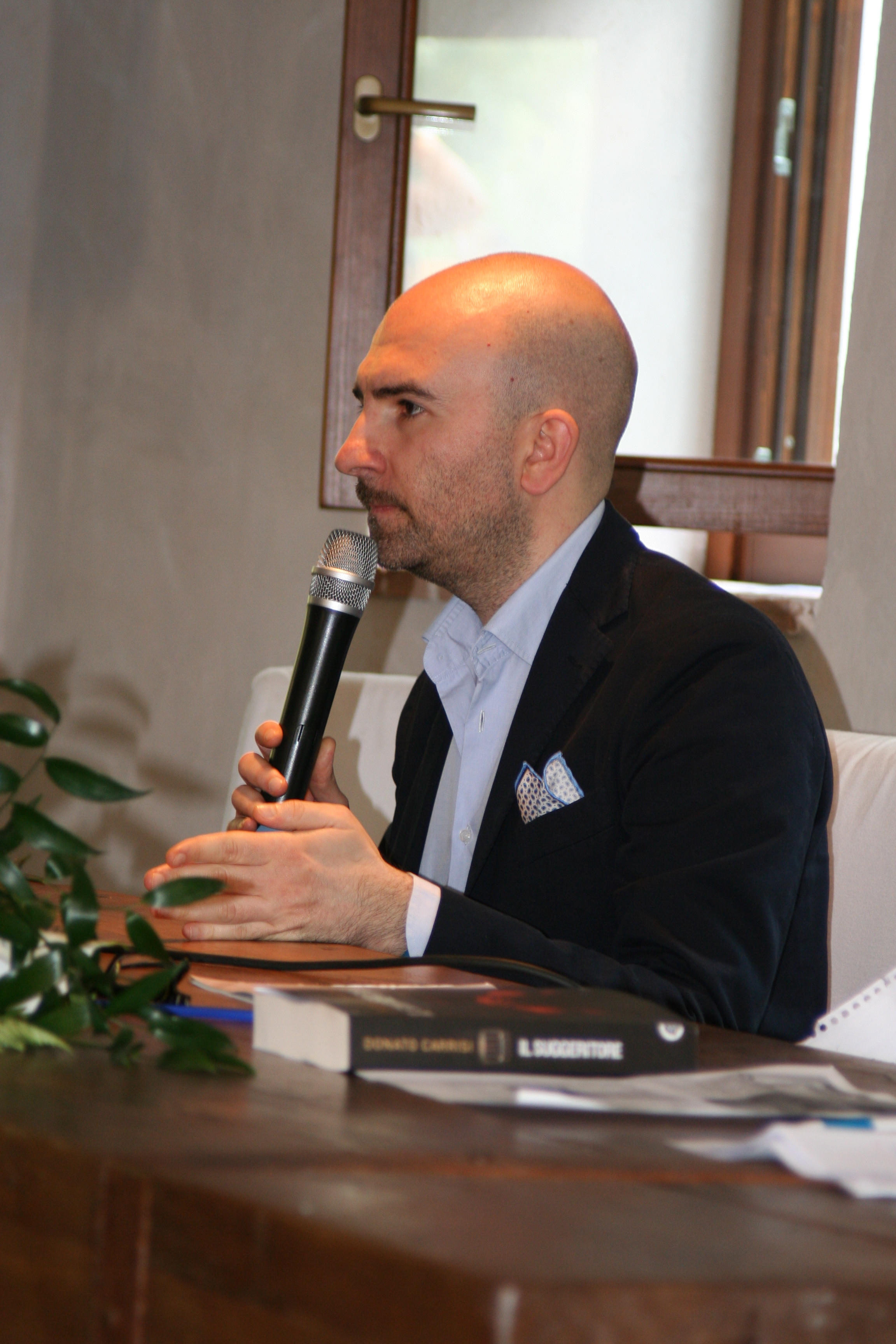
Donato Carrisi a una presentazione del suo libro, Il suggeritore

Collaboratore per il Corriere della Sera, si cimenta come sceneggiatore di serie televisive e per il cinema. Dopo aver studiato al Liceo classico Tito Livio di Martina Franca, si è laureato in giurisprudenza, con una tesi su Luigi Chiatti, "il Mostro di Foligno". Ne è seguita poi la specializzazione in criminologia e scienze del comportamento.

## Attività professionale

### Teatro
Ha iniziato la sua attività di scrittore con il teatro, a 19 anni. La prima commedia è Molly, Morthy e Morgan, per il Gruppo Teatrale Vivarte (fondato insieme a Vito Lo Re).
Sono seguite altre opere: Cadaveri si nasce!, Non tutte le ciambelle vengono per nuocere, Arturo nella notte... e Il Fumo di Guzman, e i musical The Siren Bride e Dracula, sempre con musiche di Vito Lo Re. La svolta nella carriera arriva nel 1999, quando Achille Manzotti lo scopre e lo lancia nel mondo della fiction.

### Editoria
Il suggeritore, edito da Longanesi nel 2009, è il suo primo romanzo, con cui ha vinto numerosi premi tra cui il Premio Bancarella.
Nel 2011 è la volta de Il tribunale delle anime, sempre con Longanesi, e l'anno seguente è la volta de La donna dei fiori di carta.
Nel 2013, sempre con Longanesi, pubblica L'ipotesi del male, libro che può considerarsi essere il sequel de Il suggeritore; infatti Carrisi afferma di considerarli libri gemelli, anche perché in entrambi i libri appare il personaggio femminile di Mila Vasquez.
Nel 2014, sempre per Longanesi, scrive Il cacciatore del buio, che può considerarsi il sequel de Il tribunale delle anime; infatti, in entrambi i libri troviamo gli stessi personaggi.
Nel 2015, sempre per Longanesi, scrive La ragazza nella nebbia.
Nel 2016 scrive Il maestro delle ombre (Longanesi), nel quale si ritrovano i personaggi e il filo conduttore de Il tribunale delle anime.
Nel 2017 scrive L'uomo del labirinto (Longanesi), che è insieme una storia del tutto nuova ma anche il seguito non dichiarato della serie de Il suggeritore.
Nel 2018 scrive Il gioco del suggeritore (Longanesi), seguito della saga di Mila Vasquez.
Il 2 dicembre 2019 è uscito La casa delle voci (Longanesi) storia di bambini, fantasmi e malattia mentale.
Il 14 ottobre 2020 è uscito Io sono l'abisso (Longanesi), romanzo da cui verrà tratto l'omonimo film nel 2022.
Nel 2021 pubblica La casa senza ricordi che può considerarsi il sequel di La casa delle voci.
Nel 2022 pubblica La casa delle luci, terzo romanzo del ciclo con protagonista Pietro Gerber, cui fanno capo La casa delle voci e La casa senza ricordi. Nello stesso anno pubblica sempre per Longanesi Eva e la sedia vuota, il suo primo racconto per bambini legato al precedente libro. 
Il 7 novembre 2023 è uscito L'educazione delle farfalle (Longanesi), un racconto incentrato sulla maternità e sull'amore per una persona persa.
Nel 2024 esce La casa dei silenzi, sempre del ciclo con protagonista Pietro Gerber.

### Televisione
Con la Rai collabora alla realizzazione di Casa famiglia e Era mio fratello, con Taodue di Mediaset collabora a Nassiryia - Per non dimenticare e Squadra antimafia - Palermo oggi, mentre con Sky collabora a Moana.
Dal 1º marzo 2014 conduce su Rai 3 Il 6° senso - Quello che non ti aspetti dalla mente.

### Cinema
Nel 2017 firma la regia e la sceneggiatura dell'adattamento sul grande schermo del suo romanzo La ragazza nella nebbia, per il quale vince un David di Donatello 2018. Nel cast Jean Reno, Toni Servillo, Alessio Boni, Lorenzo Richelmy, Galatea Ranzi, Michela Cescon, Lucrezia Guidone, Daniela Piazza, Jacopo Olmo Antinori, Antonio Gerardi e Greta Scacchi.
Nel 2019 firma produzione, regia e sceneggiatura de L'uomo del labirinto adattamento per il grande schermo del suo romanzo omonimo. Nel cast Toni Servillo, Valentina Bellè, Vinicio Marchioni e Dustin Hoffman.
Nel 2022 ritorna sul grande schermo firmando produzione, regia e sceneggiatura de Io sono l'abisso basato sul suo omonimo romanzo. Nel cast Gabriel Montesi, Sara Ciocca e Michela Cescon.

### Insegnamento
Nel 2018 diventa insegnante all'Università IULM, dove tiene il corso di "Scrittura di genere: thriller, noir, giallo, mystery" nel master di Arti del racconto.

## Opere

### Romanzi

#### Ciclo di Mila Vasquez
- Il suggeritore, Longanesi, 2009
- L'ipotesi del male, Longanesi, 2013
- L'uomo del labirinto, Longanesi, 2017
- Il gioco del suggeritore, Longanesi, 2018

#### Ciclo di Marcus e Sandra
- Il tribunale delle anime, Longanesi, 2011
- Il cacciatore del buio, Longanesi, 2014
- Il maestro delle ombre, Longanesi, 2016

#### Ciclo di Pietro Gerber
- La casa delle voci, Longanesi, 2019
- La casa senza ricordi, Longanesi, 2021
- La casa delle luci, Longanesi, 2022
- La casa dei silenzi, Longanesi, 2024

#### Altri libri
- Falene, Corriere della Sera, 2011
- La donna dei fiori di carta, Longanesi, 2012
- La ragazza nella nebbia, Longanesi, 2015
- Io sono l'abisso, Longanesi, 2020
- Eva e la sedia vuota, Longanesi, 2022
- L'educazione delle farfalle, Longanesi, 2023

### Drammaturgie
- Molly, Morthy e Morgan
- Cadaveri si nasce!
- Non tutte le ciambelle vengono per nuocere
- Arturo nella notte...
- Il Fumo di Guzman
- The Siren Bride, musical
- Dracula, musical

### Sceneggiatore

#### Televisione
- Casa famiglia, serie televisiva (2001-2003)
- Era mio fratello, film TV (2007)
- Nassiryia - Per non dimenticare, film TV (2007)
- Squadra antimafia - Palermo oggi, serie televisiva (2009)
- Moana, miniserie TV (2009)
- Il 6° senso - Quello che non ti aspetti dalla mente, programma TV (2014)

#### Cinema
- La ragazza nella nebbia (2017)
- L'uomo del labirinto (2019)
- Io sono l'abisso (2022)

### Regista
- La ragazza nella nebbia (2017)
- L'uomo del labirinto (2019)
- Io sono l'abisso (2022)

## Riconoscimenti
- Premio Solinas 2004, sezione Storie per il Cinema, per Il Croupier Nero[3]
- Festival Mediterraneo del Giallo e del Noir, terza edizione (2009) per Il suggeritore[4]
- Premio Bancarella 2009 per Il suggeritore[5]
- Premio Camaiore 2009 di Letteratura Gialla per Il suggeritore[6]
- XXIV Premio Letterario Massarosa 2010 per Il suggeritore[7][8]
- Prix Livre de Poche 2011, attribuito dai lettori francesi per l'edizione francese de Il suggeritore (Le Chuchoteur)[9]
- Prix SNCF du polar 2011, categoria Europea, edizione francese de Il suggeritore[10]
- David di Donatello 2018, miglior regista esordiente per il film La ragazza nella nebbia[11]